# معتمدية منزل جميل
معتمدية منزل جميل إحدى معتمديات الجمهورية التونسية، تابعة لولاية بنزرت.